# Mistrzostwa Polski Par Klubowych na Żużlu 2010
Mistrzostwa Polski Par Klubowych na Żużlu 2010 (MPPK) – coroczny cykl turniejów żużlowych mających wyłonić najlepszą parę klubową w Polsce. Para składa się z dwóch zawodników oraz jednego rezerwowego. W mistrzostwach mogą startować jedynie obywatele polscy.
W sezonie 2010 rozegrano trzy turnieje eliminacyjne (w Pile, Opolu oraz Rawiczu), natomiast finał odbył się 3 czerwca w Toruniu. Żużlowcy Unibaksu Toruń mieli zapewniony start w finale. Z każdego turnieju eliminacyjnego awans zdobywały najlepsze dwie drużyny.

## Eliminacje

### Piła
Piła, 20 maja 2010
| Msc | Drużyna / Zawodnik                                                     | Biegi                                  | Punkty |
| --- | ---------------------------------------------------------------------- | -------------------------------------- | ------ |
| 1   | Polonia Bydgoszcz                                                      | Polonia Bydgoszcz                      | 26     |
| 1   | (5) Grzegorz Walasek (6) Robert Kościecha                              | (2,2,2,3,3,d) (3,3,3,0,2,3)            | 12 14  |
| 2   | Betard WTS Wrocław                                                     | Betard WTS Wrocław                     | 23     |
| 2   | (9) Maciej Janowski (10) Daniel Jeleniewski                            | (2,3,2,3,2,1) (0,2,1,2,3,2)            | 13 10  |
| 3   | ŻKS Holdikom Ostrovia Ostrów                                           | ŻKS Holdikom Ostrovia Ostrów           | 21     |
| 3   | (11) Mariusz Staszewski (12) Daniel Pytel (20) Krystian Klecha         | (3,2,3;–;–;–) (1,0;–,1,0,3) (2,2,2,2)  | 8 5 8  |
| 4   | GTŻ Grudziądz                                                          | GTŻ Grudziądz                          | 19     |
| 4   | (3) Tomasz Chrzanowski (4) Kamil Brzozowski                            | (3,1,3,0,3,3) (1,0,2,1,1,1)            | 13 6   |
| 5   | Orzeł Łódź                                                             | Orzeł Łódź                             | 19     |
| 5   | (13) Marcin Jędrzejewski (14) Łukasz Jankowski (21) Michał Łopaczewski | (2,1,0;–,0;–) (3,3,3,3,1,2) (1,0)      | 3 15 1 |
| 6   | Speedway Polonia Piła                                                  | Speedway Polonia Piła                  | 11     |
| 6   | (1) Piotr Dziatkowiak (2) Krzysztof Pecyna (15) Marcin Kozdraś         | (2,1,0;–,1;–) (0;–,1,1;–,3) (0,0,w, 2) | 4 5 2  |
| 7   | Lotos Wybrzeże Gdańsk                                                  | Lotos Wybrzeże Gdańsk                  |        |
| 7   | (7) Damian Sperz (8) Mateusz Lampkowski                                | (0,0,1,2,d,1) (1,1,0,u;–;–)            | 4 2    |

### Opole
Opole, 20 maja 2010
| Msc | Drużyna / Zawodnik                                                  | Biegi                                   | Punkty  |
| --- | ------------------------------------------------------------------- | --------------------------------------- | ------- |
| 1   | Marma Hadykówka Rzeszów                                             | Marma Hadykówka Rzeszów                 | 25      |
| 1   | (13) Rafał Okoniewski (14) Maciej Kuciapa                           | (3,3,3,3,2,3) (2,2,0,2,1,1)             | 17 8    |
| 2   | Start Gniezno                                                       | Start Gniezno                           | 24      |
| 2   | (3) Krzysztof Jabłoński (4) Michał Szczepaniak (16) Adrian Gomólski | (2,2,3,3,2,2) (3,3,1;–,3,0) (0)         | 14 10 0 |
| 3   | Falubaz Zielona Góra                                                | Falubaz Zielona Góra                    | 22      |
| 3   | (9) Piotr Protasiewicz (10) Rafał Dobrucki (19) Patryk Dudek        | (2,w,2,2,1,3) (3,3,1,1,2,2) ns          | 10 12 - |
| 4   | RKM Rybnik                                                          | RKM Rybnik                              | 17      |
| 4   | (5) Mariusz Węgrzyk (6) Sławomir Pyszny (17) Kamil Fleger           | (3,1,2;–,3,1) (2,0,0,2,u,0) (3)         | 9 4 3   |
| 5   | Włókniarz Częstochowa                                               | Włókniarz Częstochowa                   | 16      |
| 5   | (7) Sławomir Drabik (8) Krzysztof Słaboń (18) Kamil Cieślar         | (1,u;–;–;–;–) (0,2,2,1,3,3) (1,0,0,2,1) | 1 11 4  |
| 6   | Kolejarz Opole                                                      | Kolejarz Opole                          | 14      |
| 6   | (1) Michał Mitko (2) Adam Pawliczek (15) Marcin Piekarski           | (1,1,3,3,3,1) (d,d;–;–;–;–) (1,1,0,d)   | 12 0 2  |
| 7   | KSM Krosno                                                          | KSM Krosno                              | 8       |
| 7   | (11) Grzegorz Knapp (12) Paweł Staszek                              | (1,1,2,1,1,2) ns                        | 8 -     |

### Rawicz
Rawicz, 26 maja 2010
| Msc | Drużyna / Zawodnik                                                | Biegi                                 | Punkty  |
| --- | ----------------------------------------------------------------- | ------------------------------------- | ------- |
| 1   | Unia Leszno                                                       | Unia Leszno                           | 26      |
| 1   | (5) Damian Baliński (6) Sławomir Musielak                         | (2,3,3,3,3,w) (3,2,2,2,1,2)           | 14 12   |
| 2   | Tauron Azoty Tarnów                                               | Tauron Azoty Tarnów                   | 25      |
| 2   | (9) Sebastian Ułamek (10) Krzysztof Kasprzak (19) Szymon Kiełbasa | (2,3,2,1,2,3) (3,0,3,3,3,w) ns        | 13 12 – |
| 3   | PSŻ Lechma Poznań                                                 | PSŻ Lechma Poznań                     | 24      |
| 3   | (7) Adam Skórnicki (8) Norbert Kościuch (18) Robert Miśkowiak     | (t,2,2;–;–,2) (1;–,3,2,2;–) (1,3,3,3) | 6 8 10  |
| 4   | Lubelski Węgiel KMŻ Lublin                                        | Lubelski Węgiel KMŻ Lublin            | 14      |
| 4   | (11) Mariusz Puszakowski (12) Tomasz Rempała (20) Karol Baran     | (1,3,3,w;–;–) (w,0,1,1,3,1) (1,0)     | 7 6 1   |
| 5   | Caelum Stal Gorzów                                                | Caelum Stal Gorzów                    | 13      |
| 5   | (13) Łukasz Cyran (14) Paweł Zmarzlik (21) Zbigniew Suchecki      | (t,2;–,1;–,w) (3,1,1;–,2,3) (0,d,0)   | 3 10 0  |
| 6   | Speedway Wanda Kraków                                             | Speedway Wanda Kraków                 | 13      |
| 6   | (3) Grzegorz Stróżyk (4) Bartosz Szymura                          | (3,1,1,2,2,2) (1,0,0,1,w;–)           | 11 2    |
| 7   | RKS Kolejarz Rawicz                                               | RKS Kolejarz Rawicz                   | 10      |
| 7   | (1) Marcin Nowaczyk (2) Tomasz Łukaszewicz                        | (0,2,1,2,1,1) (2,1,0,0,0,t)           | 7 3     |

## Finał
Toruń 3 czerwca 2010
| Msc | Drużyna / Zawodnik                                                      | Biegi                           | Punkty    |
| --- | ----------------------------------------------------------------------- | ------------------------------- | --------- |
| 1   | Unibax Toruń                                                            | Unibax Toruń                    | 23        |
| 1   | (1) Wiesław Jaguś (2) Adrian Miedziński {15} Emil Pulczyński            | (1,1,3,2,3,3) (2,3,2,3,0,w) ns  | 13 10 –   |
| 2   | Marma Hadykówka Rzeszów                                                 | Marma Hadykówka Rzeszów         | 20 +3     |
| 2   | (3) Rafał Okoniewski (4) Maciej Kuciapa                                 | (3,3,1,3,2,3) (0,1,2,0,0,2)     | 15 +3 5   |
| 3   | Polonia Bydgoszcz                                                       | Polonia Bydgoszcz               | 20 +2     |
| 3   | (7) Grzegorz Walasek (8) Robert Kościecha (18) Damian Adamczak          | (2,3,0,3,2,1) (0,1,3,1,1,3) ns  | 11 +2 9 – |
| 4   | Unia Leszno                                                             | Unia Leszno                     | 19        |
| 4   | (9) Janusz Kołodziej (10) Damian Baliński (19) Sławomir Musielak        | (3,0,2,1,2,3) (0,2,3,2,1,0) ns  | 11 8 –    |
| 5   | Tauron Azoty Tarnów                                                     | Tauron Azoty Tarnów             | 18        |
| 5   | (5) Sebastian Ułamek (6) Krzysztof Kasprzak (17) Szymon Kiełbasa        | (3,0,w,0,2,1) (1,2,1,3,3,2) ns  | 6 12 –    |
| 6   | Betard WTS Wrocław                                                      | Betard WTS Wrocław              | 18        |
| 6   | (11) Maciej Janowski (12) Daniel Jeleniewski                            | (2,2,0,1,1,2) (1,3,1,2,3,0)     | 8 10      |
| 7   | Start Gniezno                                                           | Start Gniezno                   | 8         |
| 7   | (13) Krzysztof Jabłoński (14) Mirosław Jabłoński (21) Marcin Wawrzyniak | (2,d,0,2,1;–) (0,1,1,0,0,1) (0) | 5 3 0     |